# Ferdinand Gerstung
Georg Ferdinand Gerstug (6. března 1860, Vacha - 5. března 1925, Oßmannstedt) byl německý včelař, vynálezce a odborný spisovatel. S Augustem Ludwigem byl spoluzakladatelem „Německého říšského včelařského svazu“ (Deutscher Reichsverein für Bienenzucht).

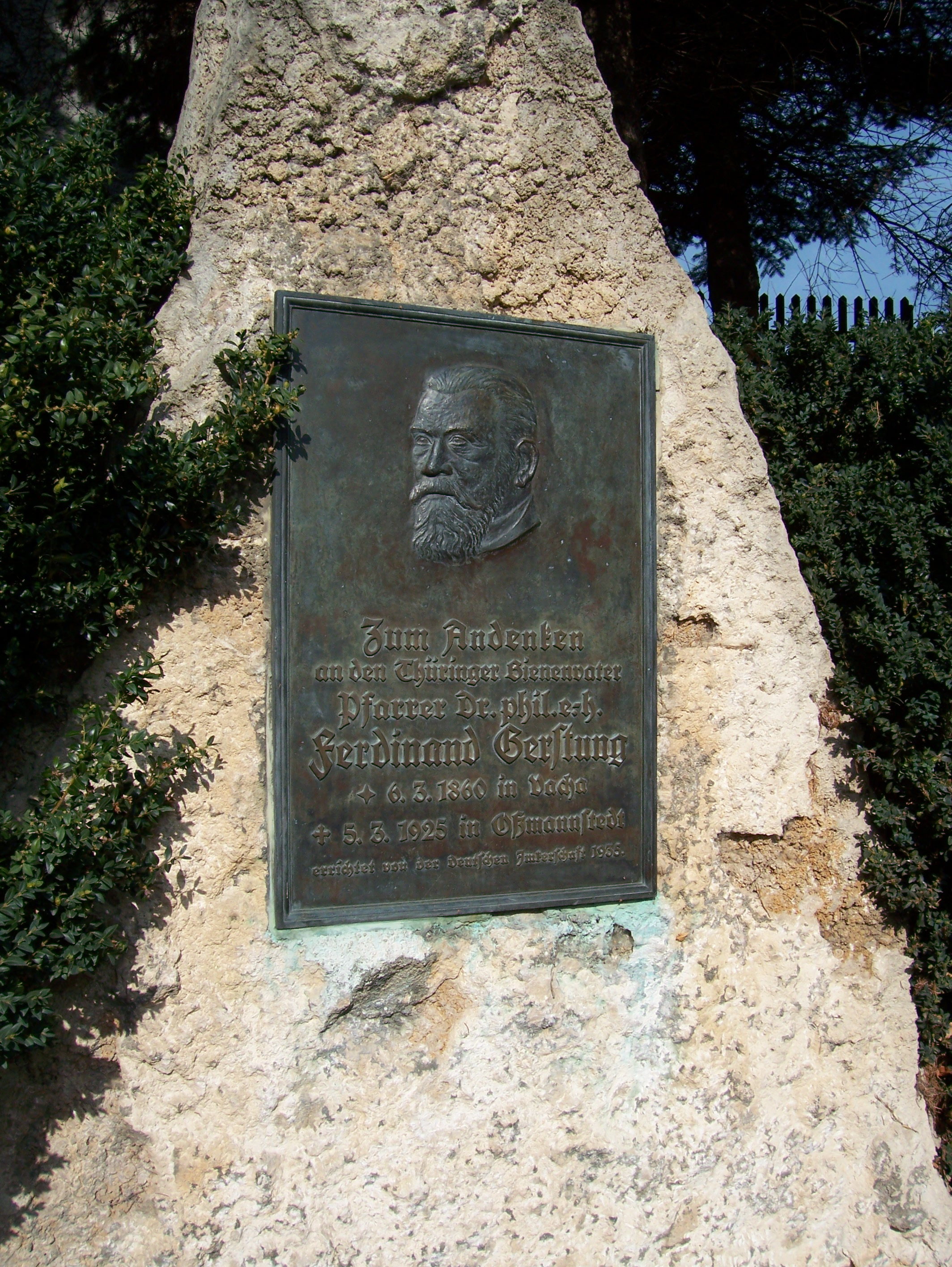
Pamětní deska Ferdinanda Gerstunga v Oßmannstedtu

Na popud včelařů roku 1907 založil Německé říšské muzeum včelařství Německého včelařského svazu (Deutsches Reichs-Bienenzuchtmuseum des Deutschen Imkerbundes) ve Výmaru jako první muzeum svého druhu. V den svých 60. narozenin byl na návrh Ludwiga Plata oceněn hodností čestného doktora univerzity v Jeně za celoživotní přínos k rozvoji včelařství.

## Život

### Mládí
Georg Ferdinand Gerstung pocházel z rodiny, která žila v údolí řeky Werry v pohoří Rhön. Jeho otec byl za účast v revoluci roku 1848/49 uvězněn v pevnosti Rastatt. Po absolvování měšťanské školy ve městě Vacha byl poslán do přípravné školy na gymnázium. Když mu bylo čtrnáct let, začal studovat na gymnáziu v Eisenachu. V té době choval různé druhy ptactva, a protože pro jejich krmení potřeboval mravenčí vajíčka, zajímal se o mravenčí kolonie. Nebyl spokojen s kvalitou vyučování přírodopisu na gymnáziu, a proto založil se svými spolužáky přírodovědecký spolek Kauzverein.

### Včelařství
Studia na gymnáziu zakončil maturitou, když mu bylo 20 let. Chtěl studovat medicínu, ale podle přání své matky a poslední vůle svého dědečka se dal na studium teologie. V srpnu roku 1883 složil zkoušku s vyznamenáním a brzy byl jmenován vikářem v Iftě u Eisenachu. Jeho předchůdce se zabýval včelařstvím a prodal svá včelstva mlynáři. Od něho získal Gerstung své první včelstvo. To byl začátek jeho včelařské kariéry. Podle Ludvíka Hubera si postavil Gerstung Dzierzonovy úly, ve kterých se včelstva vyvíjela dobře, ale bylo obtížné s nimi zacházet. Z toho důvodu si nechal vyrobit úl o průměru 32 cm, kam se včely mohly dobře vracet.
Když se Gerstung přestěhoval do Oßmannstedtu, vyrobil si tzv. Berlepschův úl s celými rámky. Ve srovnání s obvyklými polorámci se včelstva vyvíjela rychleji. Založil časopis Deutsche Bienenzucht (Německý chov včel) a prodával výrobky pro vybavení včelařů v nově založeném podniku.
Gerstung jako první popsal včelí populaci jako organismus vyššího řádu. Podle Gerstunga je včelí populace (kterou nazval (der) Bien, na rozdíl od výrazu (die) Biene, včela) organismus, jehož funkce jsou regulovány výrobou krmné šťávy. Tento takzvaný organizační přístup vysvětluje životní procesy včel zásadně novým způsobem a přinesl Gerstungovi čestný doktorát. Revolucionizoval myšlenky „včelího státu“. Jeho kniha Der Bien und seine Zucht byla vydána také v angličtině pod názvem The Bien and its breeding. V tomto díle zprostředkoval Gerstung svoji teorii o včelích populacích a praxi včelařství.

## Dílo
- Das Grundgesetz der Brut- und Volksentwicklung des Biens. Brémy 1890.
- Der rechte Weg zur Erlernung und Ausbreitung rationeller Bienenzucht. Freiburg im Breisgau a Lipsko 1895.
- Immenleben – Imkerlust. Bremen 1890.
- Grundlagen für die rationelle Ein- und Durchwinterung der Bienen. Freiburg im Breisgau a Lipsko.
- Der Bien und seine Zucht. Pfenningstorff, Berlín. celkem 7 vydání, poslední v roce 1926.
- Der Bien und seine Zucht. Buschhausen, Herten. 2019, přetisk 7. vydání z roku 1926. ISBN 978-3-946030-51-5.